# Гадзера, Пьетро
Пье́тро Га́дзера (итал. Pietro Gazzera, 11 декабря 1879 — 30 июня 1953) — итальянский военный и политический деятель.
Пьетро Гадзера родился в 1879 году в Бене-Ваджиенна. Участвовал в итало-турецкой и Первой мировой войне, был одним из подписантов перемирия с Австро-Венгрией во дворце Джусти 3 ноября 1918 года.
В 1929 году Пьетро Гадзера стал министром обороны Италии, и пробыл на этом посту до 1933 года, с 1934 года стал сенатором. С 1 августа 1938 года стал губернатором Галла-Сидамо в Итальянской Восточной Африке.
Во время Второй мировой войны в ходе боевых действий в Восточной Африке Пьетро Гадзера командовал войсками «южного сектора», в июле 1940 года войска под его командованием оккупировали Галлабат и Курмук в Англо-Египетском Судане. После того, как 23 мая 1941 года после битвы при Амба-Алаги капитулировал Амадей Савойский, Пьетро Гадзера стал исполняющим обязанности вице-короля Эфиопии. После того, как 21 июня 1941 года пала Джимма, Пьетро Гадзера ещё несколько недель продолжал сопротивление, используя тактику мобильной обороны, и капитулировал лишь в июле.
После попадания в плен Пьетро Гадзера содержался сначала в Кении, затем — в Индии, и наконец — в США. После капитуляции Италии в 1943 году он стал комиссаром по вопросам военнопленных.